# Tapas (Sanskriet)
Tapas is een religieus of spiritueel filosofisch concept voor brandende ijver en essentiële energie. Tapas combineert zuivering, zelf-discipline en soberheid. Tapas wordt al beschreven in de Rigveda en latere Veda's en in de Mahabharata, een omvangrijk religieus en filosofisch epos uit India, dat samen met de Ramayana een belangrijke culturele hoeksteen van het hindoeïsme vormt.
Tapas staat voor verschillende oefeningen om de lagere aard te zuiveren en te beteugelen, zodat de kosha's (voertuigen) van Jivatman (Purusa, Zelf, het individuele bewustzijn) onder de beheersing van een ijzeren wil worden gebracht. In orthodoxe zin is tapas een oefening voor de zuivering en beheersing van het fysieke lichaam en de ontwikkeling van wilskracht, zoals vasten en geboden naleven (als Pranayama). De bedoeling is het bewustzijn van het voertuig los te maken, omdat het voertuig deel uitmaakt van het niet-Zelf. Asmita (ik ben dit-besef) wordt zo afgezwakt en ten slotte teniet gedaan.
Tapas is verder door Patanjali beschreven in de Yogasoetra's (II, 32), als een van de vijf delen van Niyama:

43. (c) Tapas vernietigt de onzuiverheden van lichaam en zintuigen, en geeft macht (siddhi).

De Nederlands yogi Saswitha schreef in 1976 over tapas.